# Zobcový sloup

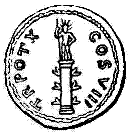
Římský sloup na minci císaře Vespasiana

Zobcový sloup (někdy také bodcový sloup, lat. columna rostrata) je památník připomínající vítězství v námořní bitvě. Má podobu volně stojícího sloupu ozdobeného zobci nepřátelských lodí. Zobcové sloupy byly známy již v dávných dobách, byly zobrazeny i na mincích starého Říma, ale jejich hlavní nárůst datujeme až k osmnáctému až devatenáctému století.
Z období starověkého Říma se zachoval sloup Gaia Duilia, který v roce 260 př. n. l. dosáhl vítězství nad flotilou Kartága v bitvě u Mylae (podstavec sloupu byl znovu nalezen roku 1565 na úpatí vrchu u Kapitolu na Foru Romanu). Po triumfálním průvodu byly do dříku sloupu vetknuty zobce, které byly odříznuty z nepřátelských lodí. Jedná se pravděpodobně o první zobcový sloup – název pochází z latinského „rostrum“ neboli „zobec“. Další sloupec z roku 26 našeho letopočtu připomíná námořní vítězství Augusta nad Sextem Pompeiem.
Nejslavnější zobcové sloupy jsou z moderní doby:
- sloupy v Petrohradě v blízkosti burzy na Vasiljevském ostrově
- na Place de la Concorde v Paříži
- v blízkosti Prátru ve Vídni
- na Columbus Circle v New Yorku

Mezi další zobcové sloupy patří:
- sloup na počest císaře Maxmiliána I. Mexického postavený v Pule na Istrijském poloostrově (nyní Chorvatsko), který byl po druhé světové válce přestěhován do Benátek
- fontána bohyně Říma na náměstí Piazza del Popolo v Římě
- sloup na „Modrém mostě“ (Blauwbrug) v Amsterdamu
- sloup na počest padlých námořníků Cunard Line (Cunard War Memorial) v Liverpoolu
- sloup Gulcerana Marqueta na Plaza del Duque de Medinaceli v Barceloně
- sloup připomínající kapitána Thomase Grenvilla, padlého v květnu 1747 v bitvě s francouzským loďstvem, v zahradách Stowe House v Buckinghamshiru ve Velké Británii
- sloup připomínajíci bitvu u ostrova Chios (5.–7. července 1770), postaven v roce 1778 v Carském Selu
- maják se zobci lodí ve Volgodonsku na Cimljanské přehradní nádrži, postavený na počátku 50. let 20. stoleti

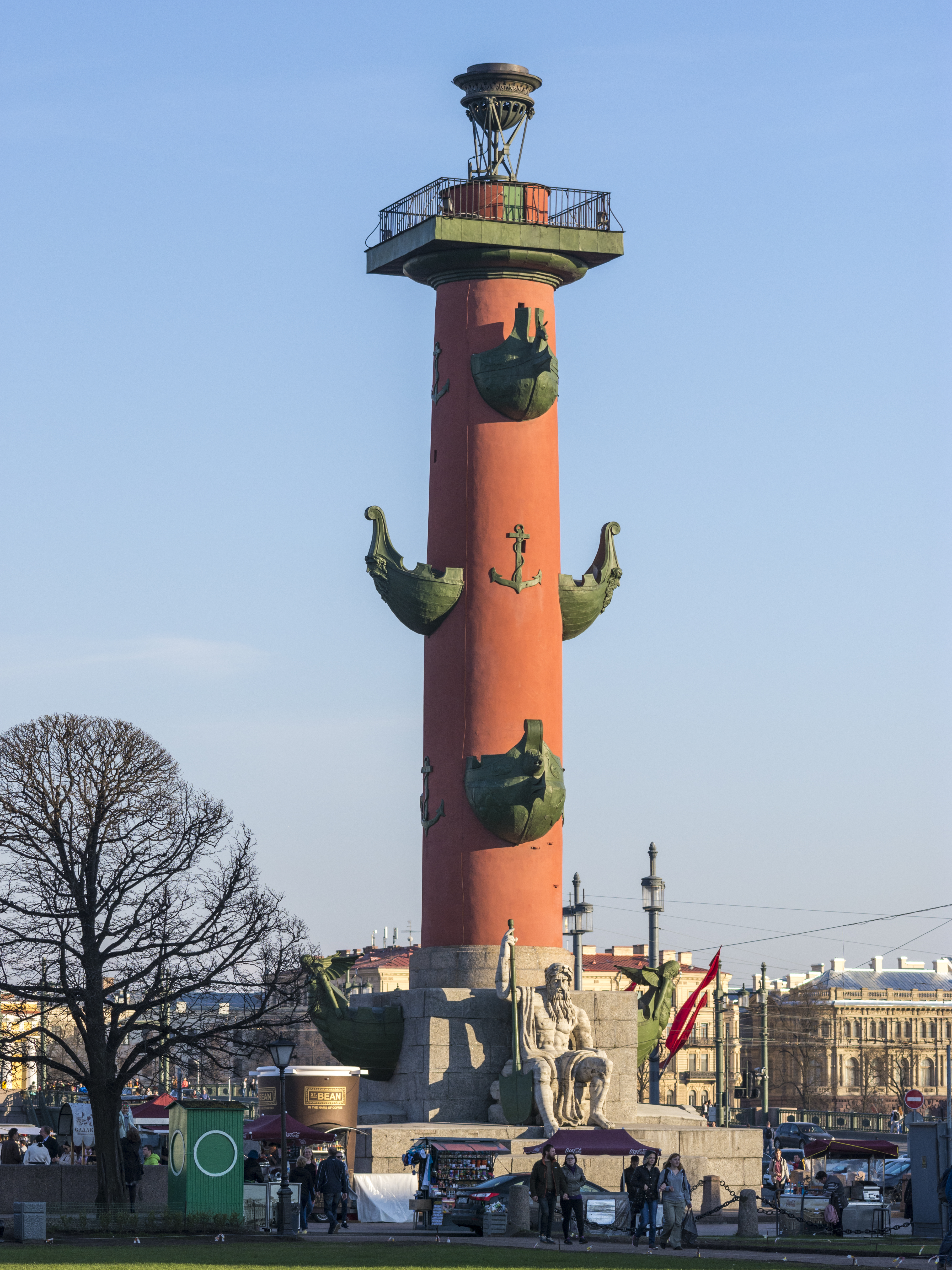
Sloup na Vasiljevském ostrově v Petrohradě
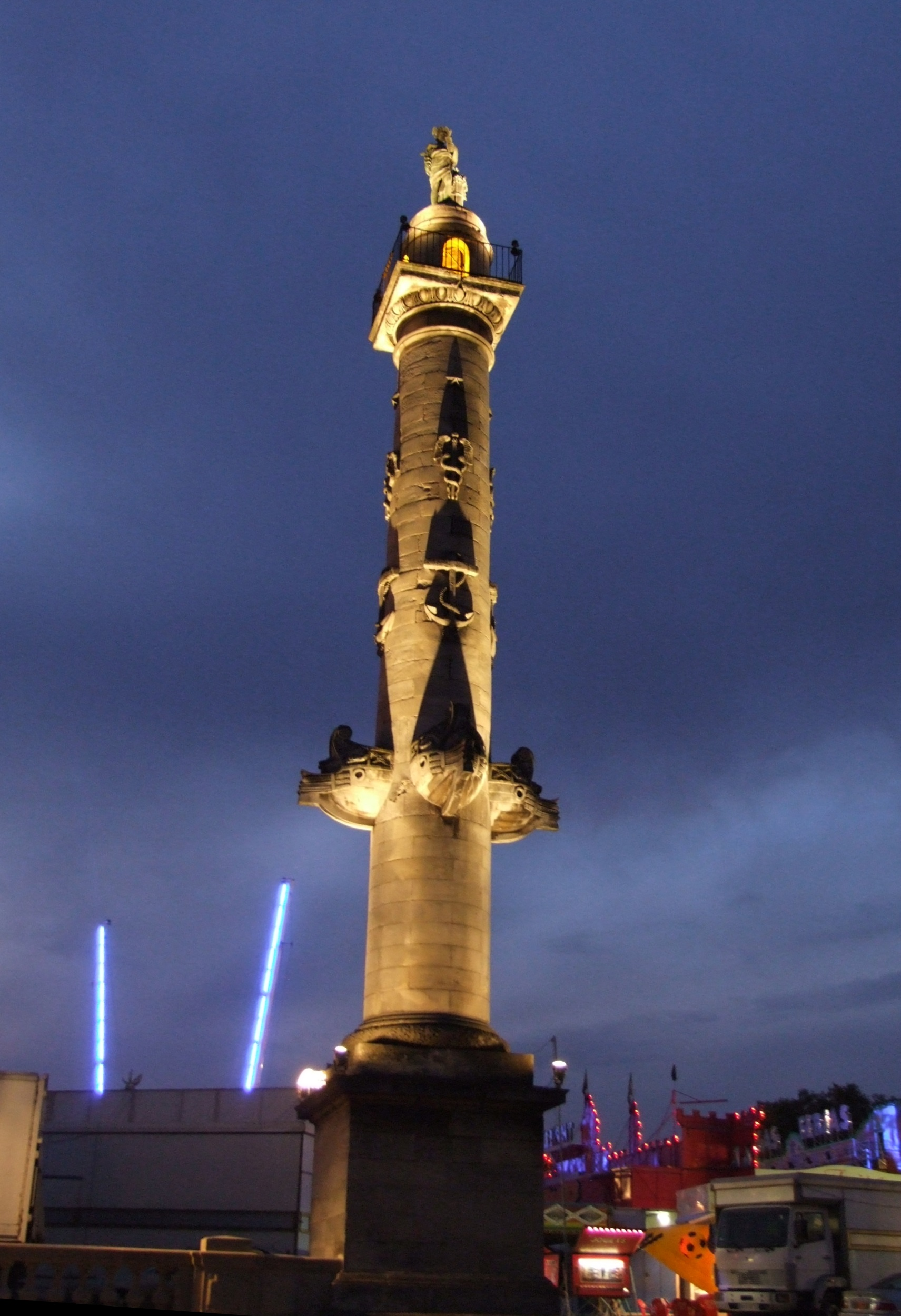
Sloup v Bordeaux
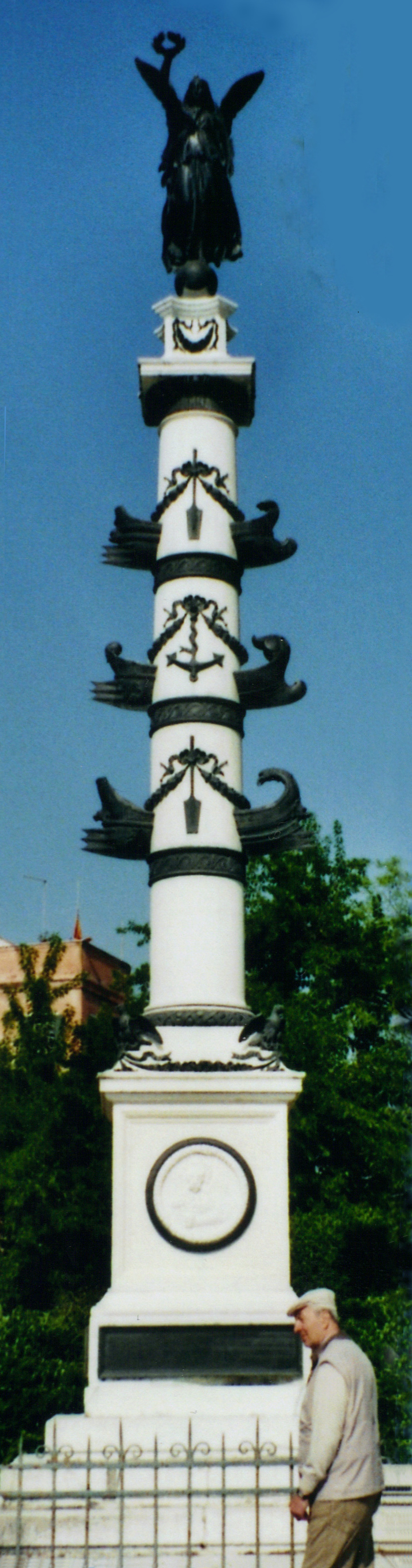
Sloup v Benátkách (původně v Pule v Chorvatsku)
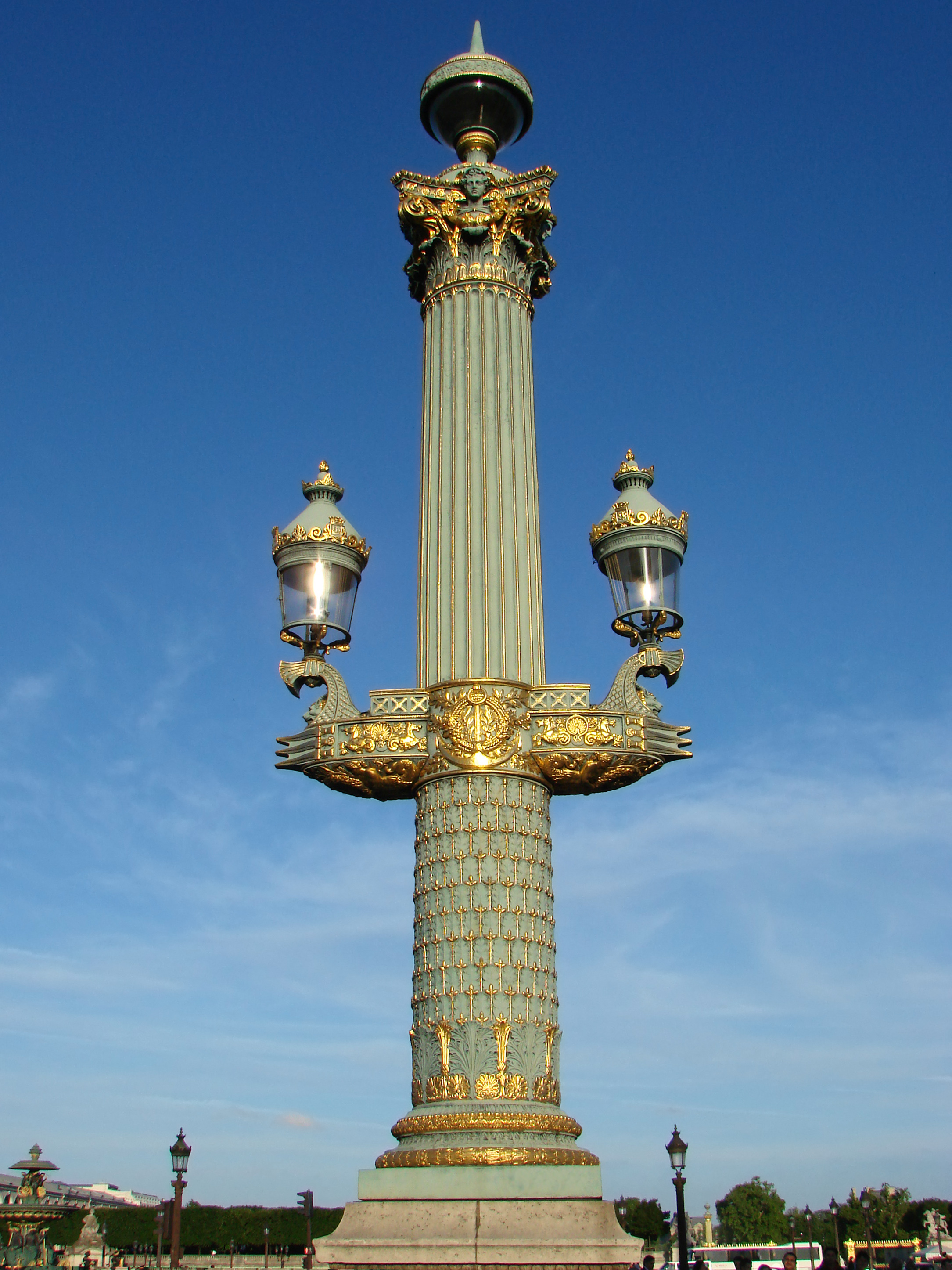
Sloup na Place de la Concorde v Paříži
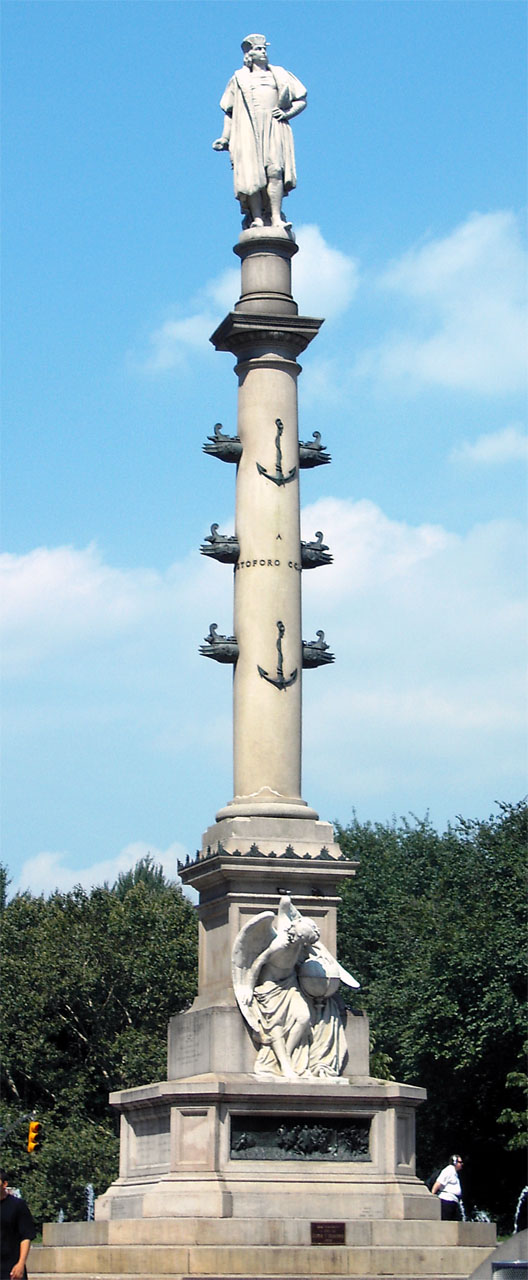
Kolumbův sloup v New Yorku

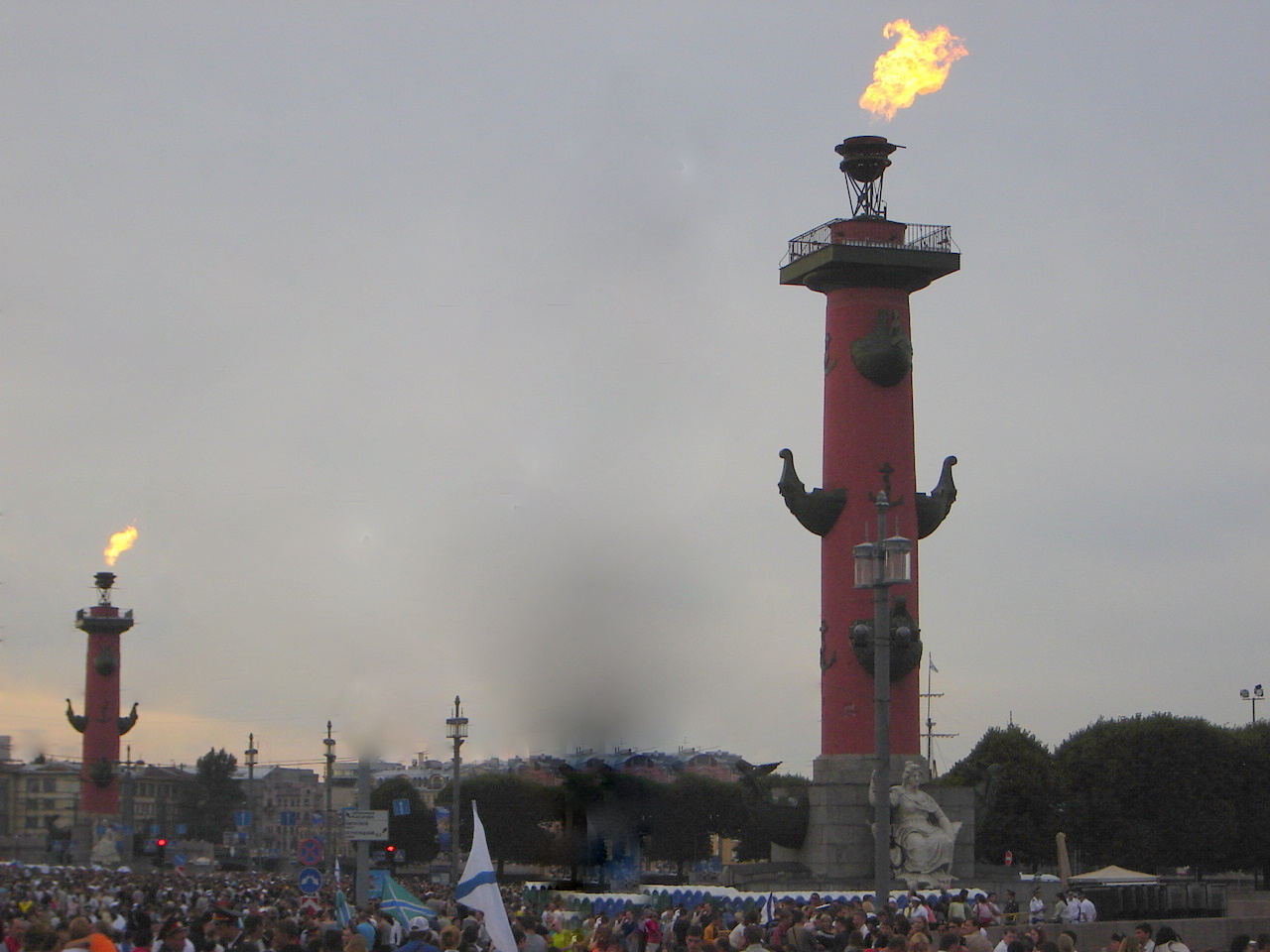
Sloup na Vasiljevském ostrově v Petrohradě
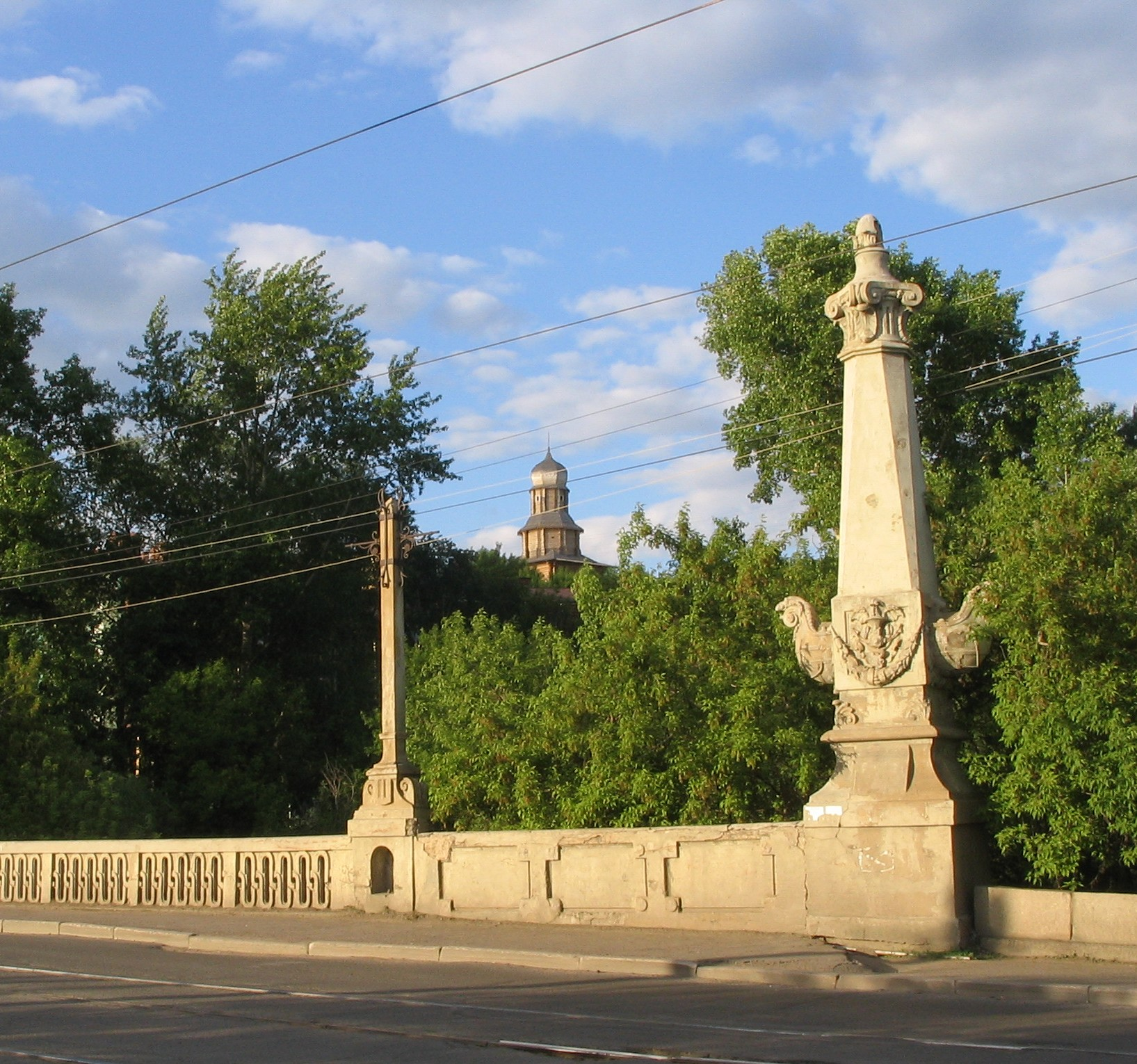
Sloup v Tomsku
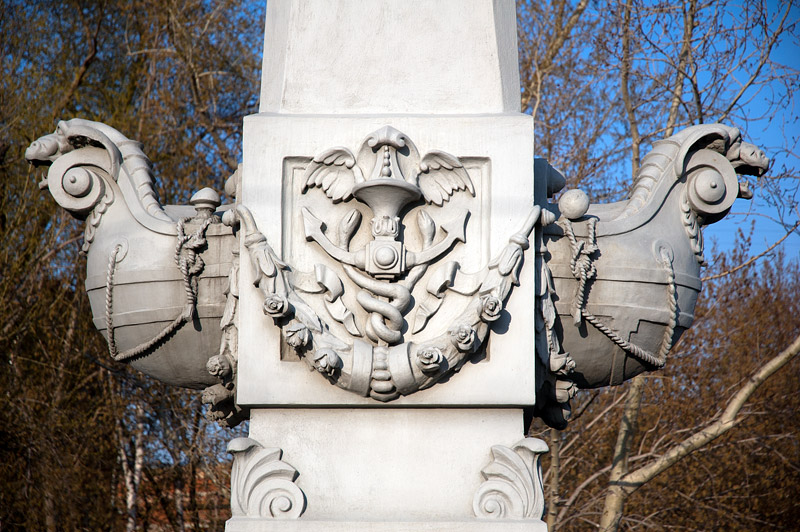
Detail sloupu v Tomsku
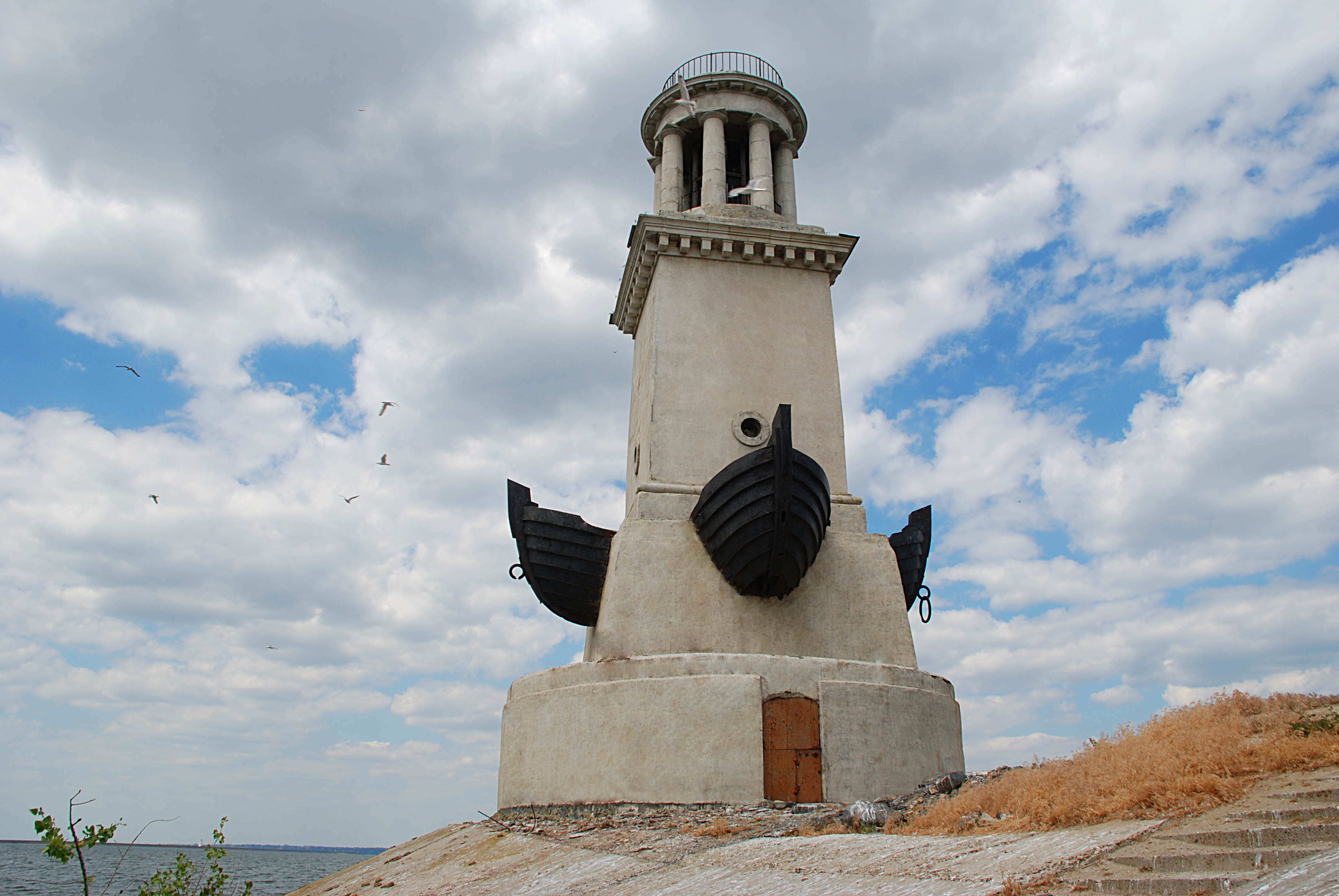
Maják ve Volgodonsku u Cimljanské přehradní nádrže

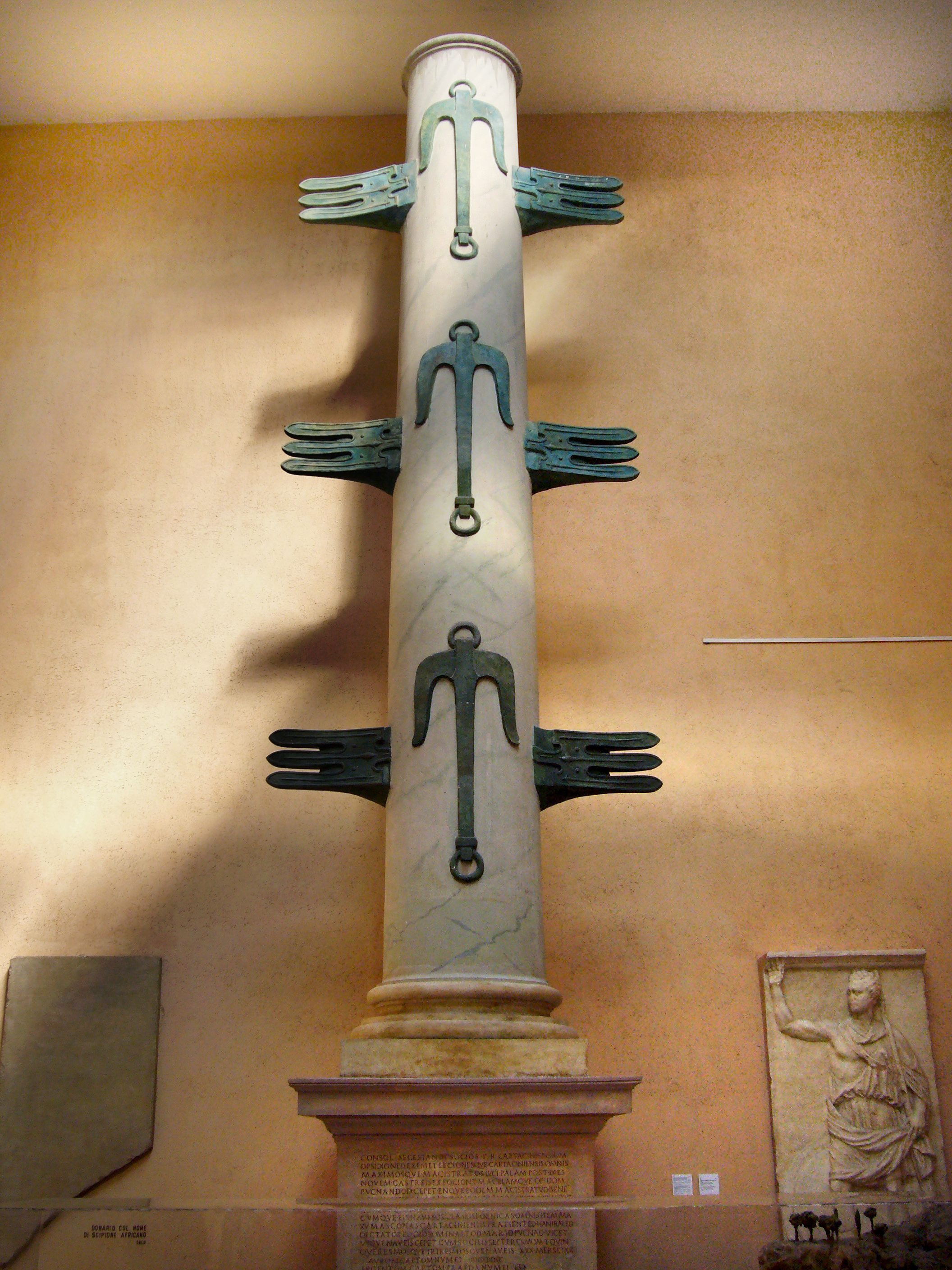
Rekonstrukce sloupu Gaia Duilia
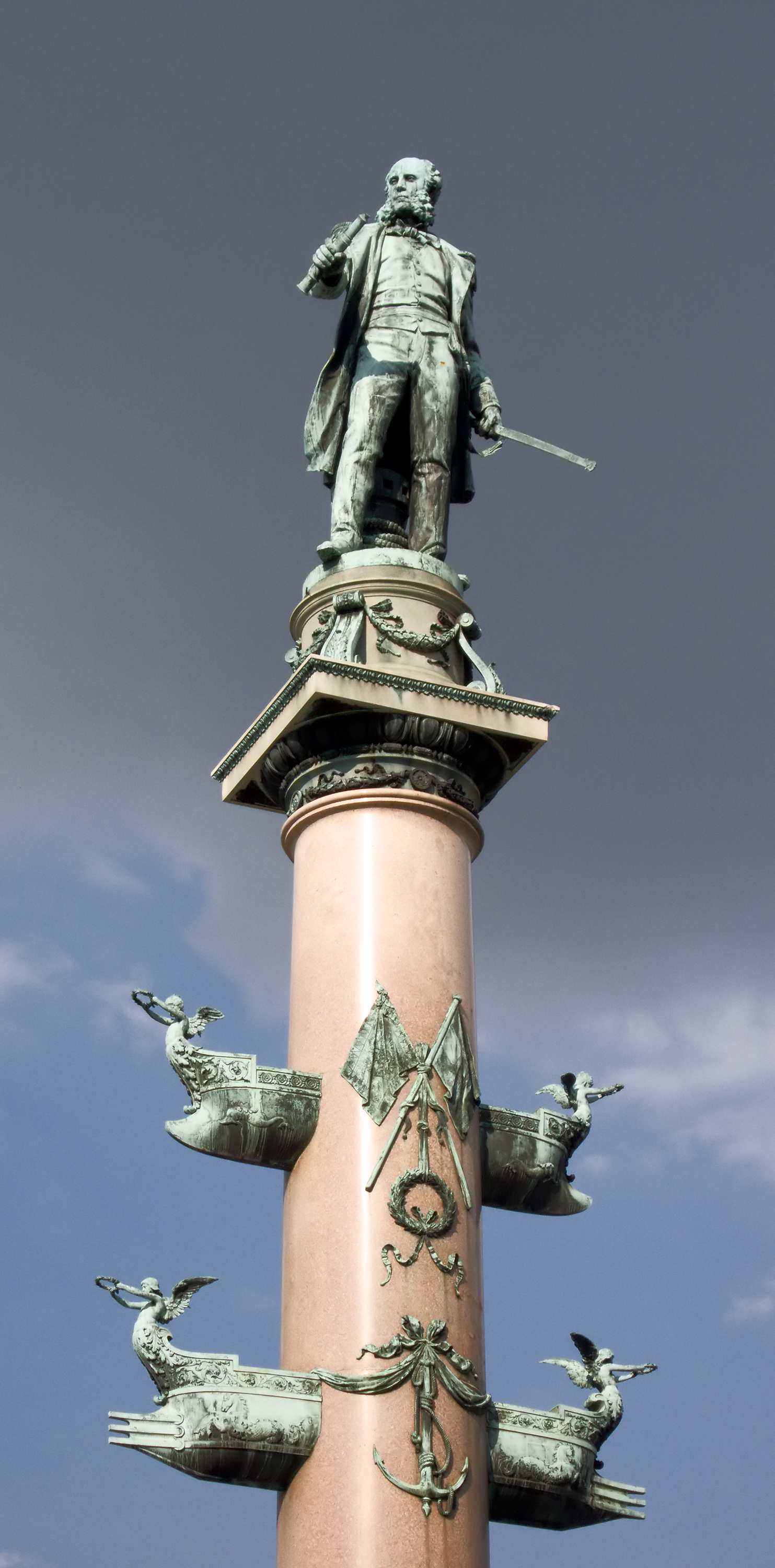
Sloup Tegethoffe na Pratersternu ve Vídni
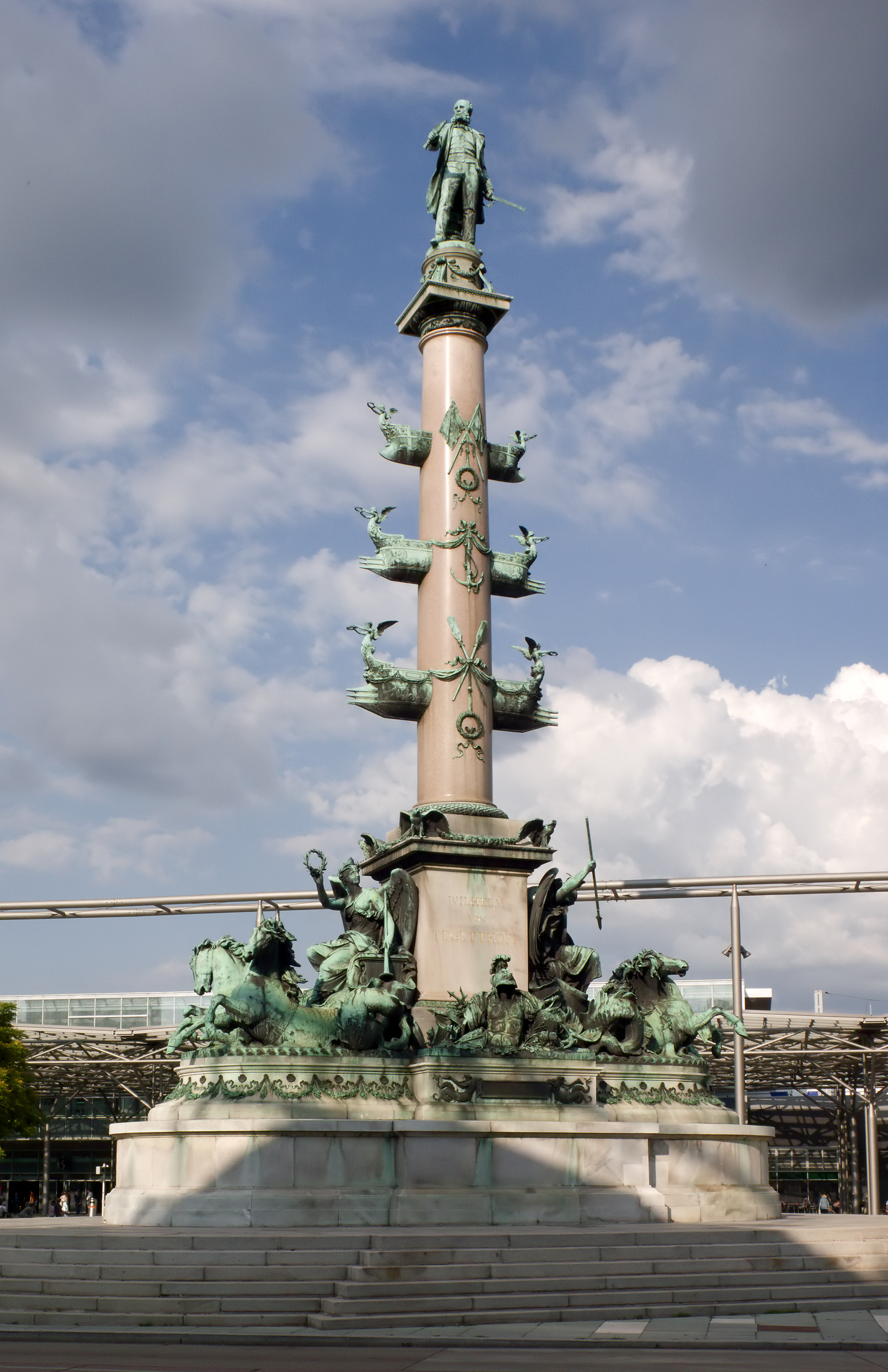
Sloup Tegethoffe na Pratersternu ve Vídni
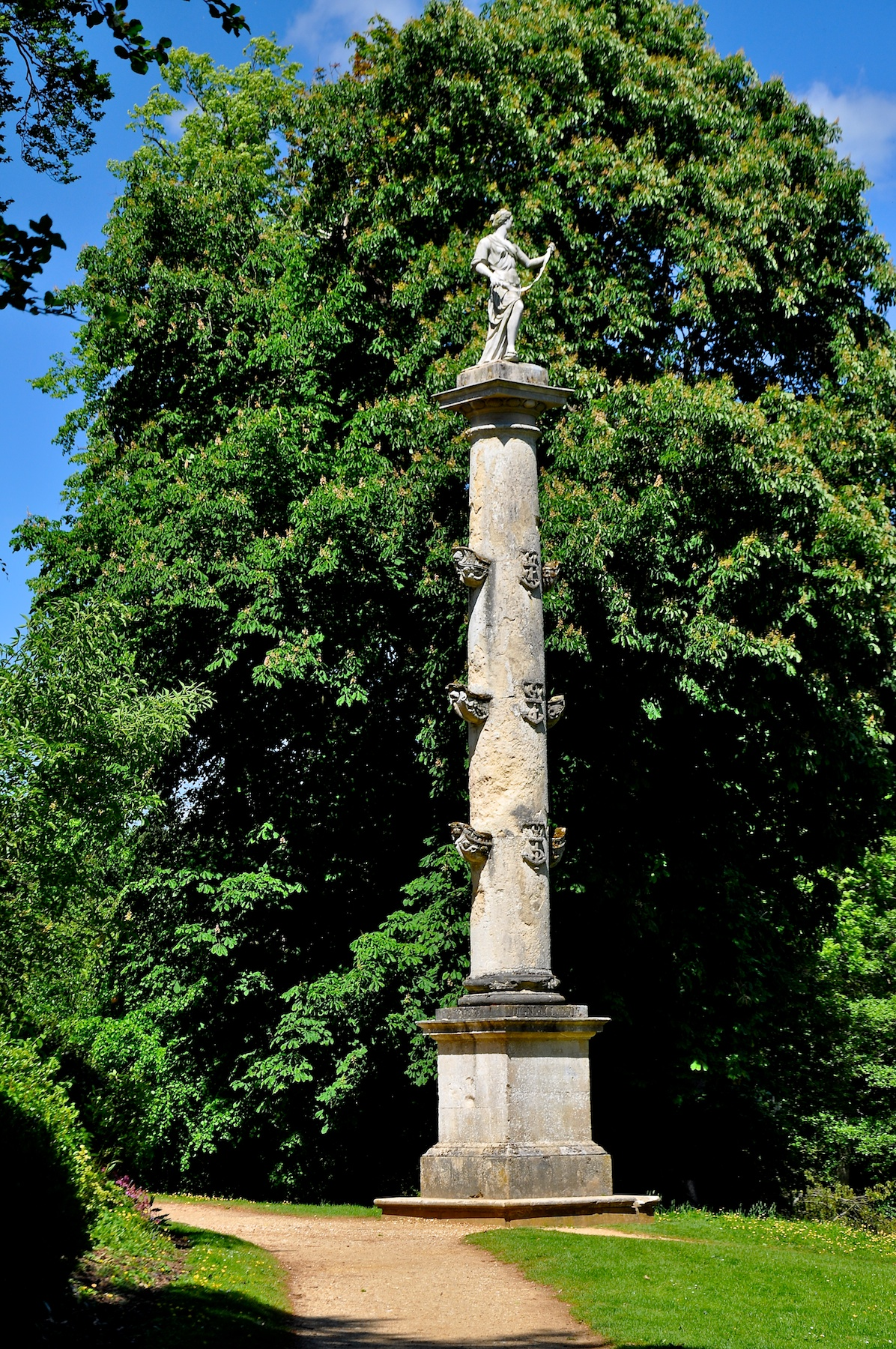
Sloup kapitána Thomase Grenville v Stowe Landscape Gardens, Buckinghamshire
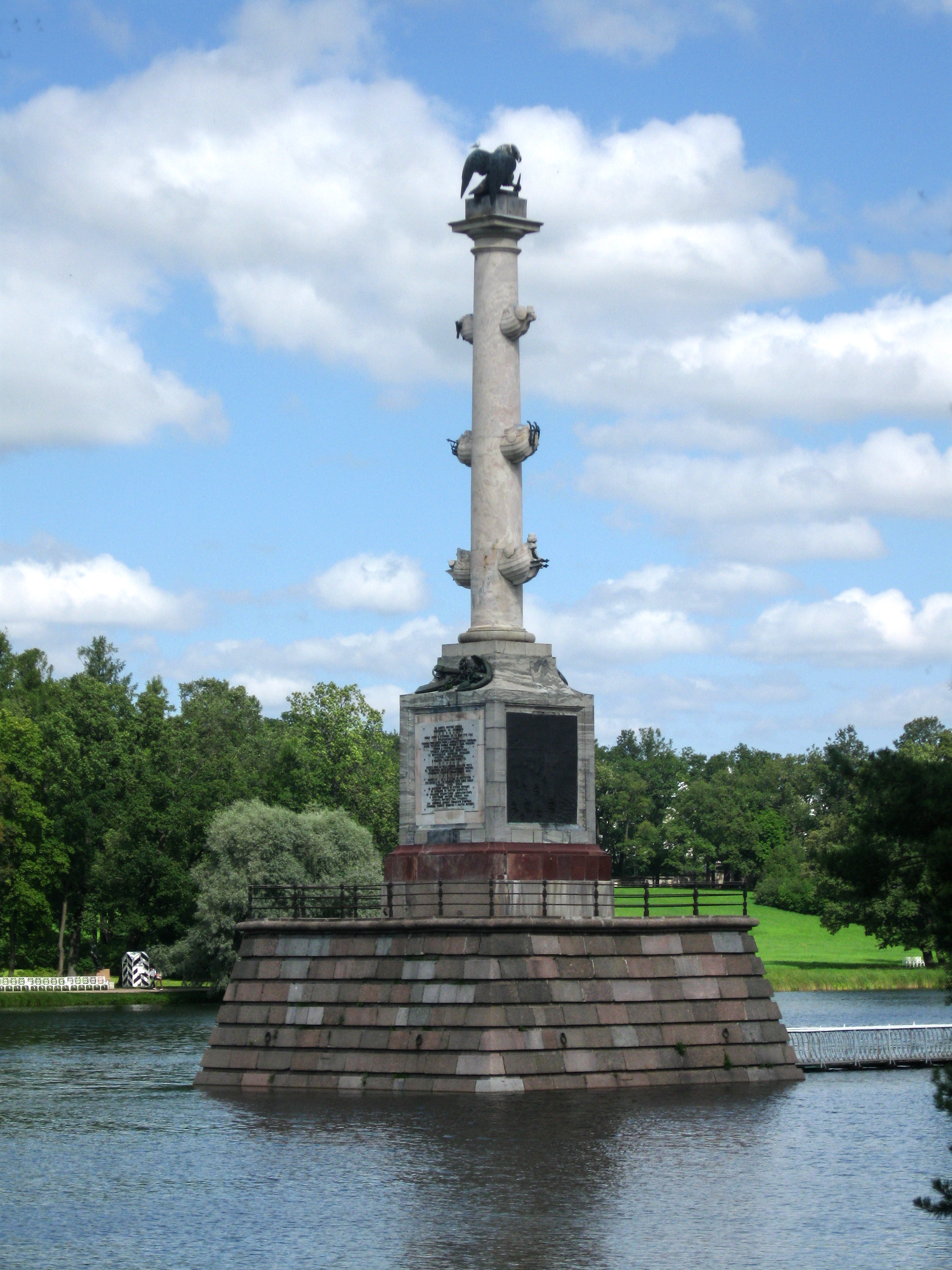
Sloup bitvy u ostrova Chios v Carském Selu